# 帕拉賽特峰
帕拉賽特峰（英語：Parasite Cone），是南極洲的山峰，位於維多利亞地的博克格雷溫克海岸，處於奧弗洛德火山西北坡，屬於登山家山脈的一部分，由新西蘭探險隊命名，現時由南極條約體系管理。